# Locale di Corigliano
Il Locale di Corigliano Calabro è il Locale di 'Ndrangheta del comune di Corigliano Calabro composto dalla 'Ndrina dei Carelli e da gruppi Rom.
Sono attivi nel narcotraffico e nelle estorsioni con ramificazioni in tutta Italia.
Sarebbe stato fondato da Giuseppe Cirillo, Stretto collaboratore del camorrista Raffaele Cutolo.

## 'ndrine
- Carelli
- Abruzzese

## Storia

### Fatti recenti
- Il 21 luglio 2010, durante l'operazione Santa Tecla vengono eseguiti in tutta Italia 67 arresti e sequestrati beni dal valore di 250 milioni di euro. Sono accusati di associazione mafiosa, estorsione e traffico di droga[2].

## Esponenti di spicco
- Natale Perri[3].
- Rocco Azzaro[3].
- Santo Carelli, condannato all'ergastolo nel 2001
- Antonio Bruno detto giravite, capo locale ucciso il 10 giugno 2009[2]
- Maurizio Barilari, successore di Bruno, arrestato il 16 luglio 2009[2].
- Franco Abruzzesse detto dentuzzu, capo degli zingari di Cassano all'Ionio[2].